# International Business School of Beijing Foreign Studies University
 (décembre 2017).
Si vous disposez d'ouvrages ou d'articles de référence ou si vous connaissez des sites web de qualité traitant du thème abordé ici, merci de compléter l'article en donnant les références utiles à sa vérifiabilité et en les liant à la section « Notes et références ».
Pour les articles homonymes, voir IBS.
International Business School of Beijing Foreign Studies University (IBS BFSU) (en mandarin: 北京外国语大学国际商学院 ou 北外国商; pinyin: Běijīng Wàiguóyǔ Dàxué Guójì shāngxuéyuàn ou BěWài Guóshāng) (créé en 2001), est la plus haute école de l’université des langues étrangères de Pékin en termes de niveau d’enseignement. 

## Description
Elle propose différents programmes ce qui inclut une licence de gestion (management), une licence d’économie, un master de commerce international et d’autres programmes de formation sans diplômes aux étudiants chinois et étrangers. Jusqu’à maintenant[Quand ?], le nombre d’étudiants à plein-temps s’inscrivant à IBS a atteint 2 000 personnes et parmi ces étudiants plus de 400 sont étrangers venant de 60 différents pays.

### Programmes
| Programmes du premier cycle (Licence)       | Programmes du troisième cycle (master) | Programmes à court terme                 |
| Commerce international                      | Commerce International                 | Certificat en études du commerce chinois |
| Finance internationale                      | Finance                                | Fondation internationale                 |
| Marketing International                     |                                        |                                          |
| Études du commerce chinois                  |                                        |                                          |
| Économie Internationale et commerce (trade) |                                        |                                          |

## Historique
En 2010, IBS a établi une coopération avec des universités et instituts étrangers tels quel l'université de l'Illinois à Chicago, l'université de Virginie, l'université de San Francisco, l'université de Lancastre en Grande-Bretagne, l'université Edith-Cowan en Australie, l'université nationale du Vietnam, l'université d’économie internationale et commerce du Vietnam, l'université de Khon Kaen en Thaïlande, l'université du Nord-Ouest en Afrique du Sud et l'université russe d'économie Plekhanov.
IBS a établi en 2012 une coopération avec de nombreux instituts et universités étrangers notamment l'université de Malaya, Southern University College (en) de Malaisie, l'école de commerce de Munich, l'Institut international de gestion de Dortmund.
Le centre de recherche du G20 d’IBS a acquis cette même année un financement annuel de 1 million RMB durant trois années consécutives du département international du ministère des Finances. Le ministère de l'Éducation a classé le centre de formation expérimental de BFSU pour la gestion économique transnationale personnel en tant que centre national de démonstration de l'enseignement expérimental.
IBS a signé en 2013 un accord de coopération avec le bureau de promotion des investissements du ministère du Commerce visant à promouvoir les échanges économiques et investissements entre la Chine et le monde et à approfondir notre coopération en matière d’investissement étrangers et de zone d’investissement étrangères.
En septembre 2015, IBS a mis en place un nouveau doctorat de discipline secondaire « Commerce international et gouvernance régionale ». En juin 2015, elle a établi une coopération avec l'université de Barcelone en Espagne et l'école de management européenne de France.
En avril 2015, IBS a créé le centre pour l'innovation et l'entrepreneuriat et en mai 2017, IBS a initié l'Alliance des écoles de commerce sur la route de soie (Alliance of Business Schools).